# Dějiny Nepálu
Dějiny Nepálu jsou dějinami území současné Federativní demokratické republiky Nepál. Státní historie Nepálu začíná v 6. století př. n. l., díky kmeni Kirátů. Později ústřední roli převzali Liččhaviové, od 13. století pak Névarové, z nichž vzešla královská dynastie Mallůů. Mallůovský stát prožil vrchol na počátku 15. století, a pak se rozpadl na tři části (Bhaktapur, Lalitpur, Káthmándú). Nejednoty v 18. století využil původně indický kmen Gurkhů a všechny tři části ovládl. Vytvořil novou královskou dynastii Šáhů. Její chuť ovládnout i Tibet vedla ke konfliktu s Brity. Když dynastii Šáhů a vládu různých regentů upozadil rod Kurvánů, který si vymohl dědičnost premiérského úřadu (tzv. ránové), začal Nepál s Brity naopak intenzivně spolupracovat. Vymohl si tak značnou nezávislost. Absolutní vláda ránů však od konce 19. století budila nevoli u rodící se demokratické opozice, zpočátku zvláště exilové. Po roce 1945 již opozice přešla do otevřeného boje, její klíčovou složkou se stal Nepálský kongres. Konzervativní ránové udrželi moc do roku 1950, kdy je smetla ozbrojená revoluce. Demokracie však vydržela jen do roku 1959, kdy král Mahéndra Bír Bikram Šáh Déva nastolil svou autokratickou vládu opírající se o systém "rad starších" (paňčájatů) z celé země. Parlamentní demokracie byla obnovena roku 1991. Narušována byla ovšem ozbrojenými povstáními nepálských maoistů. Král kvůli nim několikrát uzmul znovu moc parlamentu, neboť si byl jist, že jen on v čele armády může povstalce porazit. To nakonec ovšem parlament přivedlo ke zrušení monarchie roku 2007. Od té doby jsou maoisté (podporovaní komunistickou Čínou) součástí parlamentu i vlád. Jejich oponentem je Nepálský kongres, podporovaný Indií.

## První státy

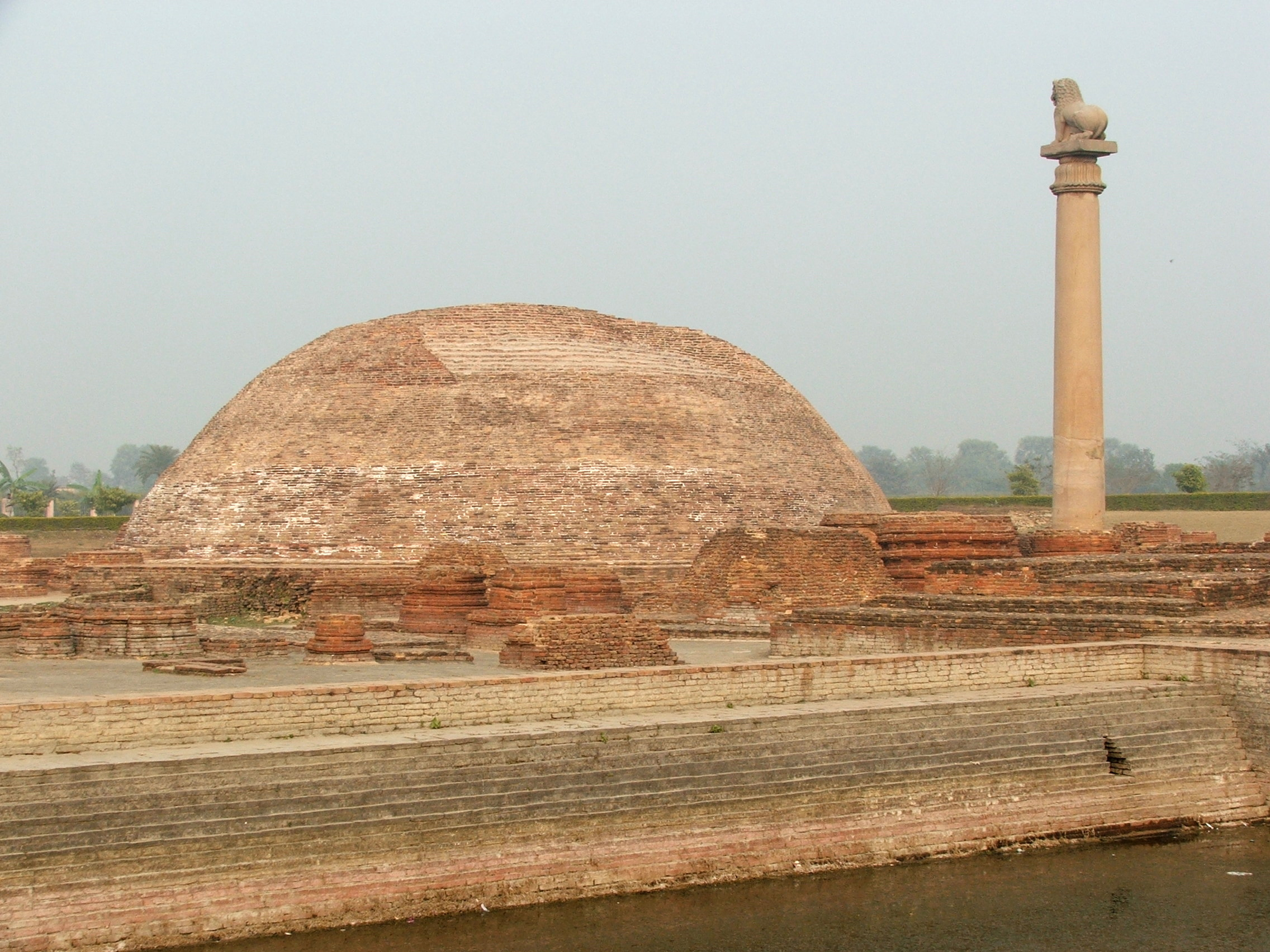
Stúpa ve Vaišálí, hlavním městě Liččhaviů

První známý státní útvar na území Nepálu vytvořili kolem roku 600 př. n. l. Kiráti v údolí řeky Bágmatí. Existoval až do 1. století. Po Kirátech se nejmocnějším kmenem údolí Káthmándú staly Liččhaviové. Jejich stát se ve 4. století dostal do závislosti na indické Guptovské říši, ale po jejím pádu se stal znovu nezávislým. Vrcholným obdobím Liččhaviovského státu bylo 7. století a vláda krále Amšuvarmana. Právě z této doby pochází zpráva známého čínského cestovatele Süan-canga o Nepálu. Od 7. století lze také vnímat zvýšené napětí se severním sousedem Tibetem, z něhož se v té době stalo nové mocenské centrum v oblasti, po průniku buddhismu z Indie. Tibetská verze buddhismu však neladila s nepálským hinduismem (odvěkým a až do současnosti převládajícím) a napětí mezi oběma zeměmi tak trvalo minimálně do 12. století.
V roce 1207 moc v Nepálu získala nová dynastie z kmene Névarů, Mallůové. Musela čelit nově islamizovanému severu Indie (Dillíský sultanát), který se pokusil Nepál roku 1346 ovládnout vojenskou výpravou. Vojska sultána Šamsuddína Ilijáse Šáha velmi zpustošila celé Káthmándské údolí, ale Nepál si podrobit nedokázala. Mallůovský stát prožil svůj kulturní vrchol na přelomu 14. a 15. století, za vlády Džajasthitimally, který připravil řadu reforem i nechal postavit mnoho paláců a klášterů. Po Džajasthitimallyově smrti se však stát rozpadl na tři části, jakkoli všem vládli Mallůovští rádžové. Rozdělení Nepálu na Bhaktapur (Bhatgáón), Lalitpur (Pátan) a Káthmándú trvalo až do 18. století.

## Gurkhové

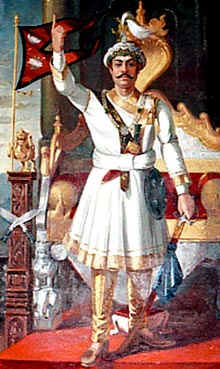
Prithví Nárájan Šáh

Vedle těchto tří klíčových jednotek se začala rozvíjet ještě jedna, do značné míry samostatná. Vytvořili ji Gurkhové. Tento indický kmen (v Indii původně nazýván Rádžpútové) začal přicházet do Himálaje ve 12. století, kdy prchal před islamizací. Usazoval se na území Gurungů a Magarů, s nimiž se smísil. Časem Gurkhové vytvořili vlastní stát, který byl jen formálně závislý na králi Káthmándú. V 18. století již byla síla tohoto státu taková, že odmítl respektovat jakoukoli závislost. Do karet mu hrála řevnivost mezi třemi hlavními královstvími. Prvním, kdo požádal poněkud neprozřetelně Gurkhy o zásah do sporu těchto tří entit, byl bhaktapurský král Randžít Malla. Vládce Gurkhů Prithví Nárájan Šáh (vládl 1742–1775) mu vyhověl, ovšem výsledkem po dvaceti letech bojů bylo, že Gurkhové ovládli všechna tři království a území Nepálu scelili pod svou vládou. Hlavní sídlo vytvořili v Káthmándú a založili novou královskou dynastii Šáhů. Gurkhská vojska brzy pronikla i na území Tibetu. To Nepál vtáhlo do velmocenské hry, do níž se na jedné straně zapojila Čína a na druhé Britové.

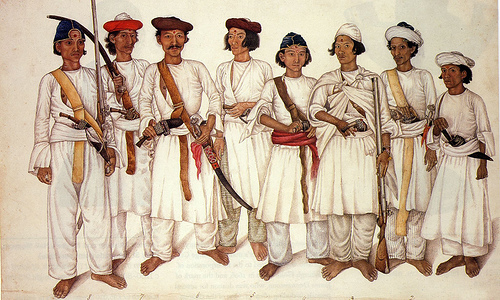
Gurkhové v anglo-gurskhské válce

Čínská armáda Gurkhy z Tibetu vytlačila a navíc Čína následně Nepál přinutila roku 1793 podepsat mírovou smlouvu, v níž uznával svou závislost na ní. Dary a poselstva z Nepálu skutečně od té doby pravidelně mířily na čínský dvůr, a to až do roku 1908. Tento víceméně středověký rituál závislosti na sousedovi na severu nebyl ovšem takovým problémem jako tlak z jihu, který začala vyvíjet britská Východoindická společnost (ovládající stále větší část Indie).
První vojenskou výpravu proti Gurkhům Britové vyslali již roku 1767. Gurkhové se ubránili a v následujících letech Brity přinutili se stáhnout i z okupovaných příhraničních nížin. Na další střet s Brity Nepál již nepřipravoval král, ale regent (regenti po smrti Prithví Nárájana Šáha v roce 1777 vládli až do roku 1845), především pak nejprozíravější z nich Bhímsén Thápa, který britský útok předvídal (krom toho, že zemi v mnoha směrech modernizoval). Tento útok přišel v roce 1814, po několika incidentech v Butaulu. Východoindická společnost zaútočila s velkou početní převahou, přesto byla poražena. Při dalším tažení o rok později však Britové změnili taktiku a přinutili již Bhímséna Thápu k ústupkům – v mírové smlouvě ze Sánaulí (1815) odevzdal Britům Sikkim na západě a příhraniční nížiny na jihu. V Káthmándú se rovněž usídlil britský rezident, jenž měl napříště plnit, de facto, funkci nepálského ministra zahraničí. Byla to porážka, ale nakonec vítězná – gurkhské vojenské umění Brity natolik ohromilo, že se nadějí na vojenské ovládnutí Nepálu navždy zřekli a napříště v něm chtěli mít spíše přátelsky naladěný nárazníkový pás. Aby to však bylo možné, bylo potřeba sesadit Bhímséna Thápu, což se Britům podařilo roku 1837.

## Ránové

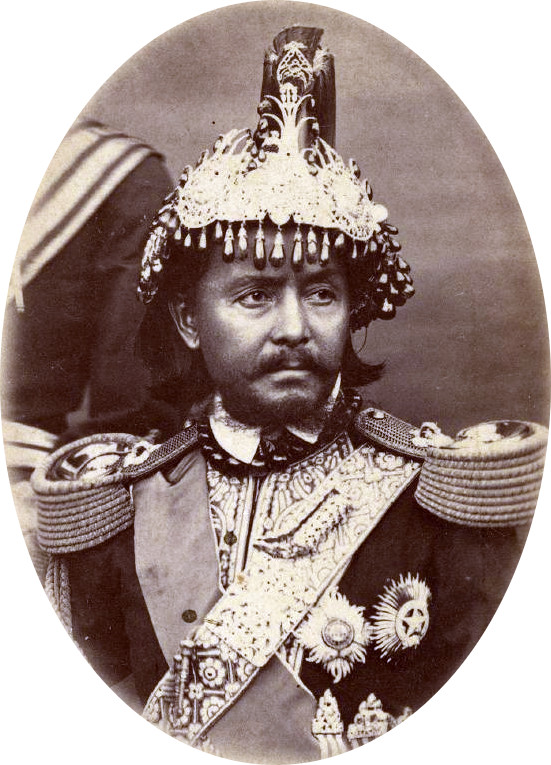
Džang Bahádur Kunvár

Nastal chaos, v němž nechyběly krvavé masakry a palácové převraty. Jako nový reálný vládce z něj vyšel nejbrutálnější z hráčů – kšatrijský důstojník Džang Bahádur Kunvár, před nímž z Nepálu raději prchla i královská rodina. Uprchlého krále Rádžéndru nechal Kunvár sesadit z trůnu roku 1847 a formálně vládl jako regent (náhradník) nedospělého prince Suréndry Vikrama. Toho však později přinutil mu dát post ministerského předsedy a roku 1856 tento úřad dokonce prohlásit dědičným, pro rod Kunvárů. Nakonec si udělil titul "rána" (odkaz na starobylou dynastii Ránů). Vznikl tak nový mocenský systém – králové Nepálu trávili celý život zavřeni v paláci bez jakékoli reálné moci, zatímco moc drželi ránové, dědiční premiéři. Tento rod všemocných premiérů, který si vynucoval sňatky s příslušníky královské rodiny, čímž si dodával královský lesk, získal nejen úplnou moc politickou, ale i drtivou většinu majetků v zemi. Rozhodujícím faktorem však bylo, že Džang Bahádur Kunvár hluboce věřil, že jedinou možnou a výhodnou zahraničně-politickou orientací Nepálu je spolupráce s Brity.
Nedá se přitom říci, že by Džang Bahádur Kunvár nebyl v tomto ohledu úspěšným politikem a stratégem. Roku 1848 pomohl vojensky Východindické společnosti ve válce proti Sikhům. Vysloužil si za to setkání s královnou Viktorií. Když Britům pomohl proti Velkému indickému povstání (1857–1859), přičemž osobně vedl protirevoluční vojska v Avadhu, odměnili se již Britové více – vrátili Nepálu část území získaných roku 1815. Když v Číně vypuklo tchajpingské povstání a čínská vojska odešla z tibetské Lhasy, dali Britové Kunvárovi zelenou pro vpád do Tibetu. Podrobil si ho (tributem a obchodními smlouvami zvýhodňujícími nepálské kupce), a to byl také konec závislosti Nepálu na Číně. Spolupráce s Brity se zkrátka Kunvárovi vyplácela. A vyplácela se i Britům, neboť Gurkhové, vynikající a obávaní vojáci, vstupovali stále více do služeb britské armády v Indii (a "gurkhské oddíly", pověstné svými zahnutými noži a tím, že "nikdy neberou zajatce", jsou prestižními jednotkami britské armády dodnes).
Džang Bahádur Kunvár zemřel roku 1877 a vlády se ujal jeho bratr Ranodip Sinh Kunvár, který vládl do roku 1885, kdy byl zavražděn Bírem Šamšérem. Větev Šamšérů, potomků bratra Džanga Bahádura, pak vládla v Nepálu až do roku 1951. Právě za jejich vlády ovšem přestala být spolupráce s Brity výhodná. V letech 1903–1904 si nejprve Britové vzali Tibet (Younghusbandova expedice), což bylo pro Nepál nevýhodné hlavně ekonomicky, neboť ztratil roli zprostředkujícího článku mezi Tibetem a Indií. A pak přišla první světová válka. Dimeneze tohoto konfliktu byla již taková, že neodpovídala "himálajským" populačním měřítkům. Britové si nakonec vyžádali pomoc 200 000 Nepálců v této válce, což však značilo celou čtvrtinu dospělé nepálské populace. Odměna i tentokrát přišla – z britského rezidenta se po válce stal pouhý velvyslanec a smlouva z roku 1923 pak potvrdila plnou nezávislost Nepálu. Ovšem druhá světová válka znamenala další nepálskou krev prolitou za britské zájmy. A to vzbuzovalo postupně nevoli a posilovalo opozici, která se rodila zvláště v Indii.

## Opozice
Pokusy vládu ránů svrhnout se objevovaly od jejích počátků. Zpočátku šlo většinou o palácové spiklence, nezřídka z některé větve ránovské rodiny, nebo napojené na královskou rodinu Šáhů, s nimiž si vládci snadno poradili. Roku 1876 vypuklo první lidové povstání, omezilo se však na kmen Magarů (který je buddhistický a jeho odpor měl tak spíše náboženský význam). Rozhodující centrum odporu se začalo formovat v exilu. Nejprve v indickém Váránasí, což bylo místo, kam tradičně odcházeli členové královské rodiny Šáhů, nebo nespokojená nepálská šlechta. Za první světové války zde začal vycházet významný exilový tisk. Roku 1921 byla v indickém Déhrádúnu založena Gurkhská liga, první exilová politická organizace. Ve 30. letech vznikl i na území Nepálu opoziční Výbor občanských práv vedený Šukrarádžou Šástrím. Roku 1935 pak vzniklo Nepálské lidové shromáždění (do značné míry byl jeho vzorem Indický národní kongres), tajná politická strana v čele Tankaprasád Áčárjou působící částečně v Káthmándú a částečně ve Váránasí. Napojení měla i na krále. Proti této skupině již Šamšér zasáhl a čtyři hlavní představitele dal popravit (vůdce Tankaprasád dostal jen doživotí, protože byl bráhman a ránovský režim si velmi potrpěl na kastovní hinduistická pravidla, krom toho, že vytvářel i vlastní komplikovaný systém urozenosti a hierarchie). Britové Šamšérovi vyhověli a pozatýkali řadu členů tohoto hnutí i v Indii. Změněná situace v Indii po roce 1945 ovšem silně ovlivnila i dění v Nepálu.
Po konci druhé světové války bylo zřejmé, že Britové nemají sílu dál udržovat koloniální říši. Rána Šamšér si to dobře spočítal. V listopadu 1945 tak k překvapení všech politických aktérů dobrovolně odstoupil z úřadu a odjel do zahraničí. Horkou kaši byl přinucen jíst jeho nástupce Padma Šamšér. I on pochopil, že pomoc Britů nemá již žádnou váhu a pokoušel se navázat kontakt s Američany. Ti o to však valný zájem neměli. Slíbil reformy, aby opoziční nálady utlumil. Opozice však mohutněla. 31. října 1946 ve Váránasí založila novou stranu Nepálský národní kongres. Formálně stál v čele stále vězněný Tankaprasád Áčárja, reálně ji vedl Bišéšvar Prasád Kóírála. V březnu 1947 vedl stávku dělníků v Birátnagaru. Vláda odpověděla represemi, zatčen byl i Kóírála. Kongres na 13. duben vyhlásil podle gándhíovského vzoru hnutí občanské neposlušnosti. Účinek byl značný, v Káthmándú dokonce vyšlo do ulic 30 000 lidí. Padma Šamšér nechal pod tímto tlakem většinu zatčených propustit a slíbil další reformy. V lednu 1948 pak vydal manifest, který sliboval první ústavu.
To však již bylo moc na konzervativní síly v ránovské dynastii. Lídr konzervativců Móhan Šamšér přinutil Padmu rezignovat a sám se ujal vlády. Všechna liberalizační opatření jeho předchůdce byla zrušena, Kongres byl zakázán. To vzbudilo naopak liberální opozici uvnitř ránovského klanu a tito členové vládnoucího rodu pak založili v exilu Nepálský demokratický kongres. Když ztroskotal nový pokus Kongresu o vyhlášení občanské neposlušnosti, Kongres se rozštěpil. Jeho umírněná část se pak roku 1950 sloučila s demokratickým kongresem a vznikla tak politická strana Nepálský kongres, v jejímž čele stál Matrika Prasád Kóírála. Radikálové si ponechali název Nepálský národní kongres, od nich se posléze odštěpila Čínou silně ovlivňovaná Komunistická strana Nepálu. Všechny tyto síly se začaly ozbrojovat.

## Svržení ránů

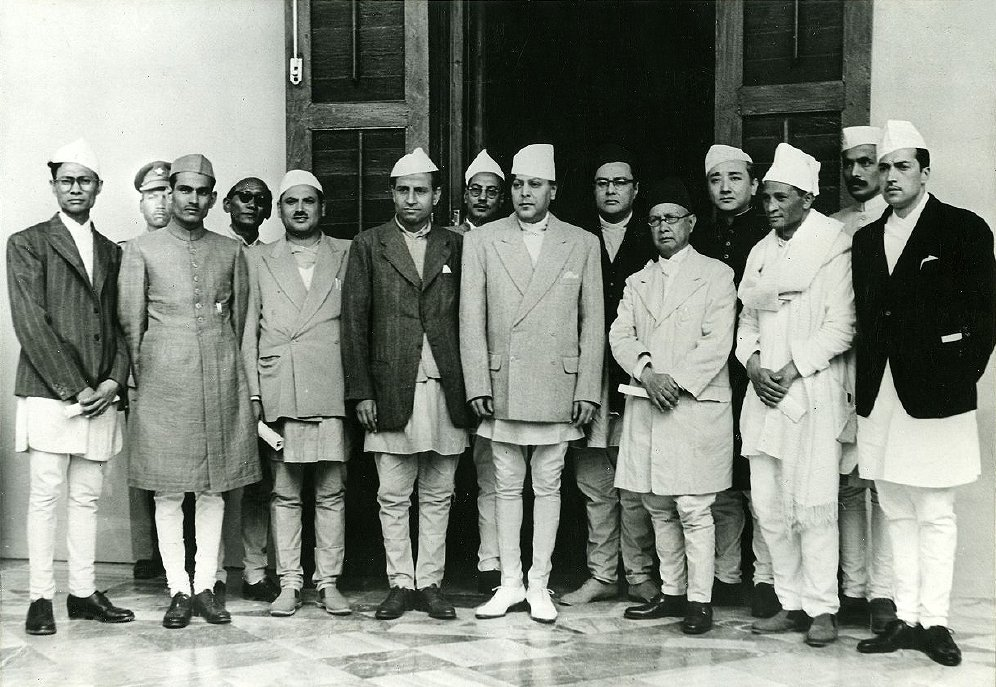
Král Tribhuvan s představiteli Nepálského kongresu v revolučním roce 1951

6. listopadu 1950 nepálský král Tribhuvan uprchl z královského paláce a skryl se na indickém velvyslanectví v Káthmándú. Požádal o politický azyl a byl převezen do Indie. Tento akt rozrušil celou zemi a opozice to pochopila jako signál k zahájení povstání. Povstalci zabrali značnou část území a ke zděšení rány se k nim přidávaly i mnohé vládní jednotky. Móhan Šamšér souhlasil s jednáními v indickém Dillí. 8. ledna 1951 uznal Tribhuvana za nepálského krále (předtím jmenoval nového), vyhlásil amnestii a volby do ústavodárného shromáždění. Do nich měla zemi vést koaliční vláda, v níž by opozice měla své zástupce. Král následně vyzval všechny povstalce, aby složili zbraně. Nepálský kongres s tím souhlasil, radikálové z Národního kongresu jen s nechutí, komunisté vůbec. Vláda nicméně začala fungovat a revoluce tak zvítězila.
Ve volbách vyhrál Nepálský kongres a v listopadu 1951 se tak moci chopila vláda s Matrikou Prasádem Kóírálou v čele.
Roku 1955 ovšem nastoupil na trůn nový král Mahéndra Bír Bikram Šáh Déva. Netajil se touhou držet mnohem více moci než jeho předchůdce, ani odporem k parlamentní demokracii. Roku 1957 měly proběhnout volby, ale král jejich termín stále posouval. Mezitím sám, bez ohledu na dohody ústavodárného shromáždění, vyhlásil novou ústavu, která mu dávala značné pravomoci. Volby, první parlamentní, se nakonec konaly roku 1959. Opět zvítězil Nepálský kongres. To se však králi nelíbilo a sáhl k autoritativní vládě. Kóírala byl zatčen, ostatní lídři Nepálského kongresu utekli za hranice. Namísto volených institucí měli zemi řídit tzv. paňčájaty (rady starších). Jejich shromáždění, Národní Paňčájat, přímo podléhalo králi. Strany byly zakázány. Tento systém fungoval až do roku 1989, kdy Lidové hnutí (Džan Andólan) přinutilo krále Bírendru Bíra Bikrama Šáha Dévu k přijetí nové ústavy a v květnu 1991 k obnově parlamentní demokracie.

## Republika

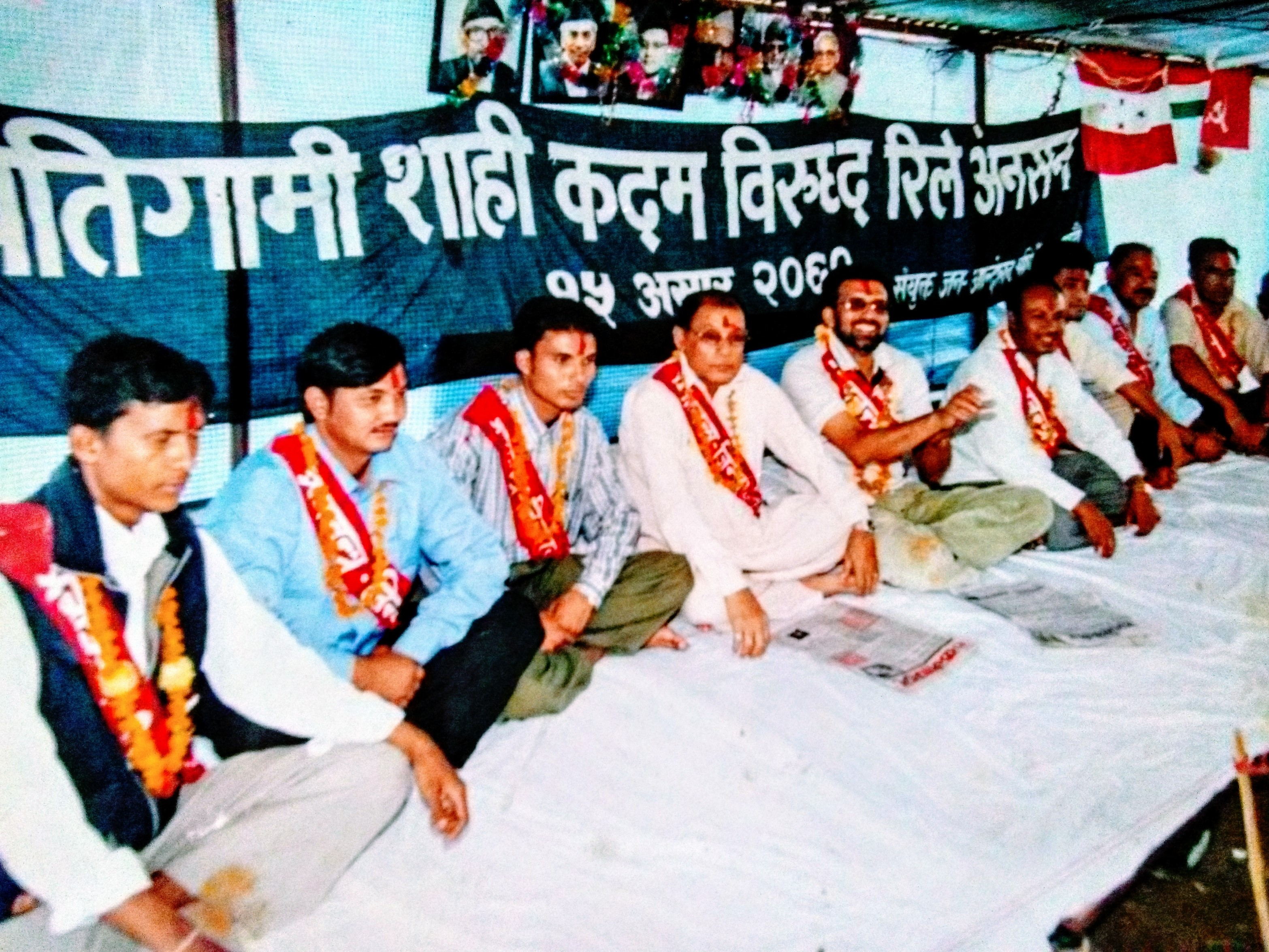
Protesty proti králi Gjánéndrovi roku 2006

Velkým problémem nové éry se však ukázali komunisté. Ač maoismus byl v Číně, kde se zrodil, v zásadě opuštěn, u nepálských komunistů byla tato ideologie do značné míry konzervována. V roce 1996 zahájila Komunistická strana Nepálu (maoisté) v jeho jménu ozbrojené povstání. Následující občanská válka si vyžádala 12 000 mrtvých.
V roce 2001 se odehrál podivný incident, který otřásl autoritou královské rodiny (viz též masakr nepálské královské rodiny). Korunní princ Dípéndra při něm zastřelil deset členů své rodiny a nakonec i sebe. Mezi zabitými byl i tehdejší nepálský král Biréndra se svou chotí královnou Aišvarjou. Střelba se odehrála na večírku, kde se korunní princ opil, urážel hosty a král ho z večírku vypověděl. Ten se ale po hodině vrátil se samopalem Heckler & Koch MP5 a puškou M16 a zastřelil krále, královnu a několik dalších hostů. Krom opilosti byla možným motivem princových činů nespokojenost s výběrem jeho budoucí manželky. Novým králem Nepálu se po oblíbeném Biréndrovi stal Dípéndrův strýc Gjánéndra, který byl v osudný den mimo palác. Navzdory jasným důkazům, že viníkem celého incidentu byl morálně zhýralý princ, ve veřejnosti se rozšířily fámy, že masakr zosnoval Gjánéndra, aby se dostal na trůn. Celý incident i tyto fámy velmi snížily autoritu krále, což mělo značné politické důsledky. 
V roce 2001 navíc komunisté zahájili další fázi ozbrojeného boje. Ještě král Bíréndra vyhlásil v zemi výjimečný stav, aby rebelie mohla být efektivně potlačena. V roce 2003 nový král Gjánéndra znovu umožnil volby, ale roku 2005 opětovně rozpustil parlament i vládu, opět se zdůvodněním, že musí nejprve potlačit maoistické ozbrojence. Toto zdůvodnění řada politických sil nepřijala a pod jejich tlakem král umožnil parlamentu se znovu sejít. Parlament ztratil s královými pokusy jeho práci mařit trpělivost a 18. května 2006 zahájil proces k faktickému zrušení monarchie. 28. prosince 2007 parlament schválil změnu článku 159 ústavy a Nepál byl prohlášen republikou. Prvním nepálským prezidentem se stal Rám Baran Jádav, člen Nepálského kongresu. V dalších volbách ovšem zvítězili maoisté. Nepálský kongres s nimi byl ochoten jít do vlády, navzdory tomu, že ještě nedávno drželi v ruce zbraně, ale již roku 2009 se vláda rozpadla a napětí opět vzrostlo. Polarizace země má i geopolitické pozadí, Nepálský kongres podporuje Indie, komunisty Čína.
V září 2015 byla přijata nová ústava. Toho roku také zemi postihlo zemětřesení, které stálo život 9000 lidí a zničilo řadu historických památek, včetně nejstarší stavby v zemi, paláce Kášthamandapam, na Palácovém náměstí v hlavním městě.